# Jheronimus de Clibano

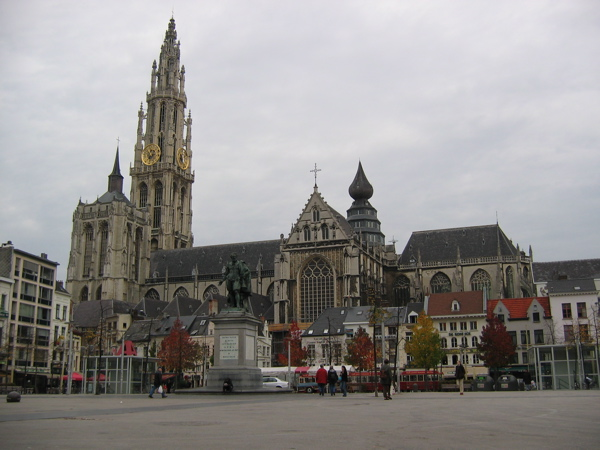
Clibano fu probabilmente presso la Cattedrale di Anversa.

Jheronimus de Clibano noto anche come Jherome Du Four, ('s-Hertogenbosch, 1459 circa – 1503) è stato un cantore e compositore fiammingo appartenente alla Scuola franco fiamminga. Fu membro della Cappella musicale degli Asburgo, il famoso coro di Filippo I di Castiglia, nello stesso periodo in cui era presente anche Pierre de La Rue.

## Biografia

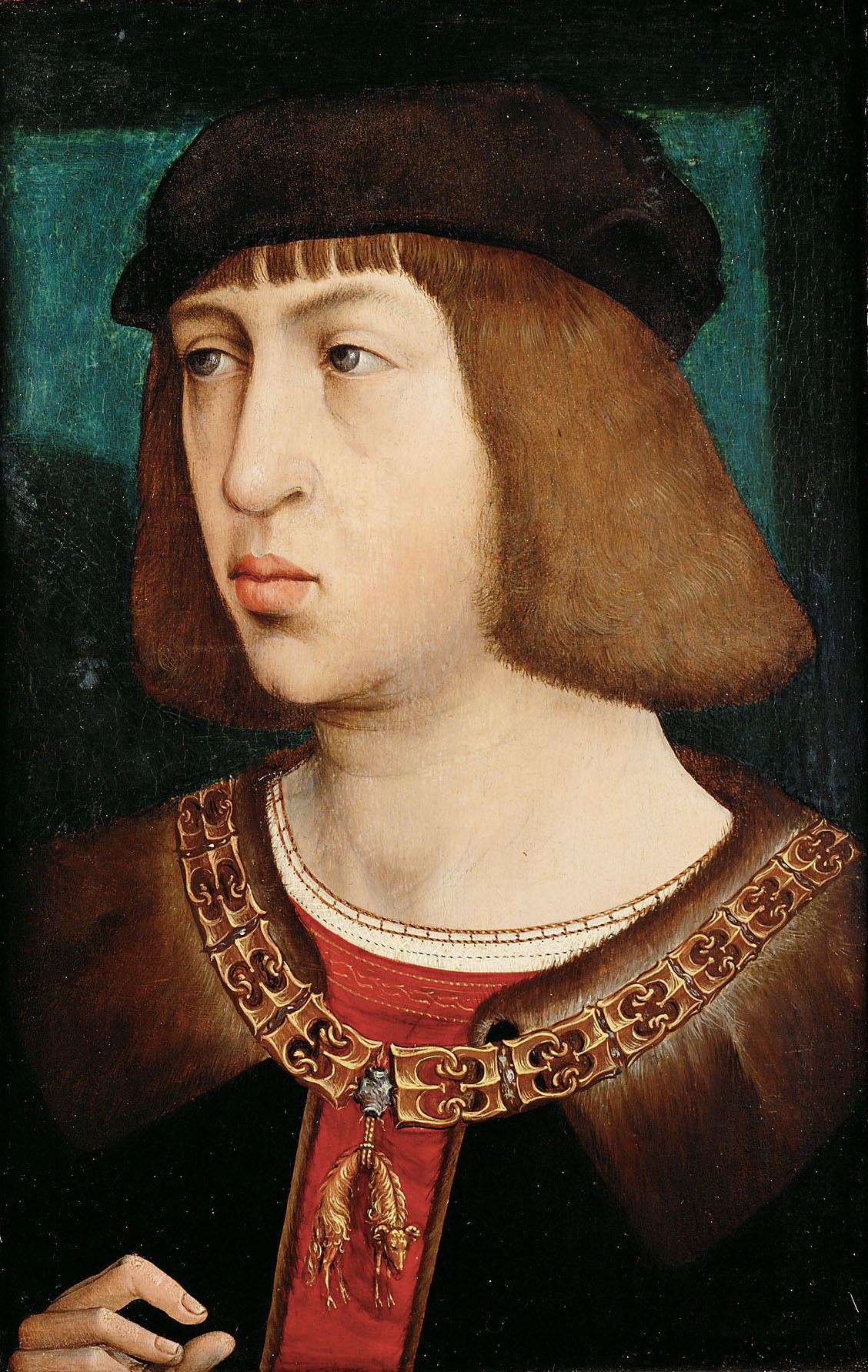
Filippo I di Castiglia fu uno dei mecenate di Clibano.

Clibano era uno dei membri di una famiglia di musicisti: suo padre, Nycasius de Clibano e suo fratello Jan de Clibano furono anch'essi cantori. Mentre suo padre è noto per essere stato anche un compositore, Jan sembra sia stato semplicemente un cantore. Non è nota la prima parte della sua vita ne l'iter dei suoi studi, ma è ragionevole pensare che imparò la musica da suo padre e probabilmente fece parte del locale coro come era prassi all'epoca. Fra il novembre 1484 ed il 1488 fu cantore presso la Confraternita di Nostra Signora (Illustre Lieve Vrouwe Broederschap) a 's-Hertogenbosch. Si spostò poi a Bruges dove divenne succentor presso la chiesa di St. Donatian. Secondo fonti del luogo ebbe dei problemi e venne rimosso dall'incarico nel 1497. Nel 1499 ottenne un incarico alla Cattedrale di Anversa sostituendo il noto compositore Jacob Obrecht.
Filippo I di Castiglia chiamò Clibano a far parte della sua Grande cappella musicale come cantore il 6 agosto 1500 nella stessa data in cui giunse Alexander Agricola, un compositore molto più famoso. Il libro paga del tempo indica che Clibano fece carriera in fretta, superando Agricola, ma senza mai raggiungere il livello di Pierre de La Rue. Mentre era al servizio della Grande Cappella andò in Spagna, ma morì durante il viaggio di ritorno, probabilmente a Lione, o in uno degli altri posti che visitarono nei loro viaggi tra il 25 marzo 1503 (quando era noto fosse ancora in vita) e il 15 maggio (quando le fonti indicano che era deceduto).

## Musica
Solo tre pezzi sono attribuiti a Clibano. Il primo e più importante, è un mottetto a quattro voci, Festivitatem dedicationis, che venne scritto per la consacrazione di una chiesa. Gli altri pezzi sono una messa ciclica Missa Et super nivem dealbabor, basata sul cantus firmus Asperges me, e un Credo de villagiis (pubblicato da Ottaviano Petrucci nel 1505). Sia il Credo che la messa potrebbero essere stati composti da suo padre Nycasius.